# Križevci
Križevci (mađ. Kőrös, njem. Kreuz, lat. Crisium, kaj. Križevec) su grad u Koprivničko-križevačkoj županiji u Hrvatskoj. Željezničko su i cestovno križište te gospodarsko središte. Stoljećima su bili upravno središte i jedan od najvažnijih gradova Središnje Hrvatske. Ujedno su i sjedište Križevačke biskupije.
Križevci su stari hrvatski grad u Prigorju, koji se prvi puta spominje 1209. godine; mjesto u kojem se stvarala i branila hrvatska državnost, u kojem su izdane mnoge važne isprave i održano 27 hrvatskih sabora, od kojih je najpoznatiji Krvavi sabor križevački. Kraljevsko gospodarsko i šumarsko učilište u Križevcima iz 1860. godine, najstarije je poljoprivredno i šumarsko učilište u Hrvatskoj i Jugoistočnoj Europi te ujedno prva višeškolska ustanova u Hrvatskoj. Sam grad je zaštićeno kulturno područje, s arhitektonski definiranim ulicama i trgovima. Odlikuje se velikim brojem sakralnih objekata od kojih se ističu neogotička grkokatolička katedrala Presvetog Trojstva, konkatedrala Sv. Križa s vrijednim oltarom Francesca Robbe i kapela Majke Božje Koruške, koja pripada među najranije barokne građevine s trolisnim svetištem u Hrvatskoj i prava je riznica vrhunskih umjetničkih dostignuća. Križevci su rodno mjesto sveca Marka Križevčanina i sjedište Grkokatoličke Crkve za Hrvatsku, Bosnu i Hercegovinu i Sloveniju. Posebnost Križevaca su bogata šumarska i vinogradarska tradicija, očuvane klijeti, križevački štatuti (najstarije i najpoznatije hrvatske vinsko-pajdaške regule), bilikum (posuda od tri spojena vrča) i manifestacija početkom lipnja Križevačko veliko spravišče. U studenome 2018. godine Grad Križevci postali su Grad prijatelj djece.

## Gradska naselja
Križevci se sastoje od 60 naselja, to su: Apatovec, Beketinec, Bojnikovec, Bukovje Križevačko, Carevdar, Cubinec, Čabraji, Dijankovec, Dedina, Doljanec, Donja Brckovčina, Donja Glogovnica, Donji Dubovec, Đurđic, Erdovec, Gornja Brckovčina, Gornja Glogovnica, Gornji Dubovec, Gračina, Ivanec Križevački, Jarčani, Karane, Kloštar Vojakovački, Kostadinovac, Križevci, Kučari, Kunđevec, Lemeš, Lemeš Križevački, Majurec, Male Sesvete, Mali Carevdar, Mali Potočec, Mali Raven, Marinovec, Mičijevac, Novaki Ravenski, Novi Bošnjani, Novi Đurđic, Osijek Vojakovački, Pavlovec Ravenski, Pesek, Pobrđani Vojakovački, Podgajec, Poljana Križevačka, Povelić, Prikraj Križevački, Ruševac, Srednji Dubovec, Stara Ves Ravenska, Stari Bošnjani, Sveta Helena, Sveti Martin, Špiranec, Većeslavec, Velike Sesvete, Veliki Potočec, Veliki Raven, Vojakovac, Vujići Vojakovački i Žibrinovec.

## Ime i grb
Naziv Križevci je u množini jer je današnji grad nastao spajanjem dva grada: Donjega i Gornjeg grada. I danas se tako zovu dvije gradske četvrti Križevaca. Ujedinjenje se dogodilo odlukom carice Marije Terezije 1752. godine. Sadašnji grb je nastao spajanjem grbova Donjeg i Gornjeg grada. Glavna župna crkva bila je crkva Sv. Križa, a glavna crkvena svečanost za blagdan Uzvišenja Sv. Križa. Križevci su prometno križište pa je i to pridonijelo današnjem imenu. Križevačke crkve i kapele raspoređene su na prilazima gradu, tvoreći oko grada križ.
Grb Grada Križevaca je u obliku štita s plavim poljem. Na plavom polju su dvije povijene ruke koje se drže međusobno, desna u srebrnom oklopu, lijeva u zlatnom rukavu, i zajedno drže trostruki srebrni križ između dvije zlatne zvijezde u kutovima. Oklopljena ruka predstavlja vojnu upravu Gornjeg Križevca, a ona u civilnoj odjeći trgovački Donji Križevac.

## Zemljopis
Križevci su grad u Koprivničko-križevačkoj županiji, prema popisu stanovništva iz 2001.  ima ukupno 11 894 stanovnika. Po popisu stanovništva iz 2011. godine grad Križevci s pripadajućim naseljima ima 21 122 stanovnika, dok u samom gradu živi 11 231 stanovnik. Nalazi se u Prigorju, koje se pobliže naziva Križevačko ili Kalničko prigorje. Zbog blizine Zagreba (57 km), Križevci se razvijaju kao satelitsko gradsko naselje s povoljnim smještajem u blizini regionalnih središta Koprivnice (31 km), Bjelovara (33 km) i Varaždina (48 km). Za nastanak je Križevaca bio važan makroprometni položaj. Još od antike i srednjeg vijeka na križevačkom prostoru se nalazilo križište prometnih pravaca, a kroz Križevce je prolazila poznata cesta kralja Kolomana koja je povezivala panonski i jadranski prostor. Suvremeni raster prometnih veza, nakon izgradnje makadamskih regionalnih putova između Podravine, Kalničkog prigorja i Posavine u 18. st., završen je izgradnjom željezničkih pruga prema Zagrebu i Koprivnici (1870.), te Bjelovaru (1894.). 
Grad je danas cestovno križište koje je, osim smještaja na prometnici koja povezuje Koprivnicu s Vrbovcem, ishodište regionalnih cestovnih veza iz smjera Bjelovara, iz Sudovca i doline rijeke Bednje, iz zelinskog prigorja preko Čanjeva te iz Rasinje preko Apatovca. Križevci leže na 140 m nadmorske visine, na južnom ishodištu kalničkog prigorja. Brza cesta Križevci-Gradec otvorena je 2. rujna 2016. godine. To je poddionica brze ceste DC 10 Sv. Helena – Vrbovec – Križevci. Na poddionici Gradec – Križevci izgrađeno je 15 objekata, šest mostova, tri vijadukta, nadvožnjaci, podvožnjak i prolaz za životinje. Radovi na željezničkom projektu Dugo Selo – Križevci započeli su u srpnju 2016. Gradi se drugi kolosijek željezničke pruge između Dugog Sela i Križevaca u projektu vrijednom 1,5 milijarda kuna.
Topografski se nalazi na diluvijalnoj (pleistocenoj) građi, na odcjeditom terenu između zamočvarenih aluvijalnih dolina potoka Vrtlina s istoka te Koruške sa zapada, na povoljnom položaju južnog izlaza kalničkog prigorja prema dolini potoka Glogovnice. Rebrasto raščlanjen reljef je uvjetovao mikrotopografski razvitak grada. U novije vrijeme Križevci prelaze u aluvijalnu holocenu dolinu Glogovnice na jugu kod željezničkog kolodvora. Prigorski reljef s vertikalom horsta Kalnika, geološko-petrografski sastav, povoljna klima i bogatstvo voda bili su elementi gospodarskog i demografskog razvoja Križevaca. Suvremena demografsko-gospodarska kretanja izmijenila su odnose u prostoru i u strukturi stanovništva, a vidljiva je kroz procese deagrarizacije i industrijalizacije, te deruralizacije, odnosno ne samo napuštanja poljoprivredne proizvodnje nego i okolnih sela te pojačanog preseljavanja u grad Križevci koji je u posljednjim desetljećima znatno napučen i industrijaliziran.
Park-šuma Župetnica nalazi se u zapadnome dijelu Križevaca i zaštićena je od 1983. godina na površini od 62,33 hektara. Jedina je zaštićena park-šuma u Koprivničko-križevačkoj županiji. Ratarska šuma prostor je rekreacije i kolijevka atletike u Križevcima s prirodnom atletskom stazom.

### Kalnik
U blizini Križevaca nalazi se gora Kalnik, jedan od glavnih simbola Križevaca i okolice. Ona je pretežno obrašćena bjelogoričnom šumom, dok njezin središnji dio krase gole stijene i meta su velikom broju planinara, penjača i izletnika. Od Križevaca prema Kalniku vode planinarski putevi. Križevčani tradicionalno proslavljaju Praznik rada na Kalniku. Stari grad Veliki Kalnik je kompleks utvrda nastalih od 12. stoljeća na dalje u blizini sela Kalnika. Prema legendi, kralj Bela IV. sklonio se na Kalniku s pratnjom bježeći pred Mongolima (Tatarima). Lokalno stanovništvo hranilo ih je šljivama pa su dobili naziv "šljivari"; Mongoli su odustali, a kralj im je dodijelio plemićke naslove. Pod Kalnikom su Mongoli doživjeli prvi poraz, tako Ivan Kukuljević Sakcinski piše: "Kod Kalnika primili su Tatari prvi neugodni pozdrav od Hrvata na hrvatskoj zemlji". Mnogo toga od nekadašnje utvrde sačuvano je do danas. Utvrdom je, kad je bila dovršena, dominirala krupna četvrtasta kula, koja je, sudeći po debljini zidova, mogla biti viša od očuvanog dijela. Tome u prilog govore i snažni upornjaci koji na ovoj konfiguraciji sigurno nisu samo ukras. Prozori su u niskim dijelovima kule uski, nešto između prozora i strelnica, malih polukružnih nadvoja, dok u višim katovima, možda namijenjenim stanovanju, postoje otvori velikih prozora. Posebna rijekost na razini Hrvatske su kvadratične kule s izbočenjima. Utvrda ima elemente različitih stilskih razdoblja od romanike, gotike do baroka. Postoje i ostaci kapele sv. Katarine. 

### Klima
- Srednja godišnja temperatura: 10,0 °C
- Srednja vrijednost temperature zraka najhladnijeg mjeseca (siječanj): –0,3 °C
- Srednja vrijednost temperature zraka najtoplijeg mjeseca (srpanj): 19,9 °C

U godini prosječno ima 128 kišnih dana i 33 snježna dana. 
| Klimatološki srednjaci za Križevci         | Klimatološki srednjaci za Križevci | Klimatološki srednjaci za Križevci | Klimatološki srednjaci za Križevci | Klimatološki srednjaci za Križevci | Klimatološki srednjaci za Križevci | Klimatološki srednjaci za Križevci | Klimatološki srednjaci za Križevci | Klimatološki srednjaci za Križevci | Klimatološki srednjaci za Križevci | Klimatološki srednjaci za Križevci | Klimatološki srednjaci za Križevci | Klimatološki srednjaci za Križevci | Klimatološki srednjaci za Križevci |
| mjesec                                     | sij                                | velj                               | ožu                                | tra                                | svi                                | lip                                | srp                                | kol                                | ruj                                | lis                                | stu                                | pro                                |                                    |
| ------------------------------------------ | ---------------------------------- | ---------------------------------- | ---------------------------------- | ---------------------------------- | ---------------------------------- | ---------------------------------- | ---------------------------------- | ---------------------------------- | ---------------------------------- | ---------------------------------- | ---------------------------------- | ---------------------------------- | ---------------------------------- |
| apsolutni maksimum, °C                     | 16,8                               | 21,7                               | 25,2                               | 29,6                               | 32,7                               | 35,1                               | 37,6                               | 38,5                               | 33,5                               | 27,9                               | 23,9                               | 21,6                               |                                    |
| srednja dnevna temperatura, °C             | −0,4                               | 1,7                                | 6,0                                | 10,7                               | 15,3                               | 18,7                               | 20,3                               | 19,5                               | 15,3                               | 10,3                               | 5,3                                | 0,7                                |                                    |
| apsolutni minimum, °C                      | −25,5                              | −22,6                              | −18,7                              | −5,0                               | −3,0                               | 0,5                                | 4,0                                | 2,4                                | −2,0                               | −7,0                               | −17,2                              | −21,0                              |                                    |
| oborine, mm                                | 42,3                               | 42,2                               | 49,1                               | 57,7                               | 76,3                               | 84,8                               | 76,8                               | 74,5                               | 82,1                               | 69,9                               | 78,2                               | 59,7                               |                                    |
| Izvor: , podaci za razdoblje 1961. – 2005. |                                    |                                    |                                    |                                    |                                    |                                    |                                    |                                    |                                    |                                    |                                    |                                    |                                    |

## Stanovništvo
Po popisu stanovništva iz 2011. godine grad Križevci s pripadajućim naseljima ima 21.122 stanovnika, dok u samom gradu živi 11.231 stanovnik.
Broj stanovnika po naseljima:
| - Apatovec: 350 - Beketinec: 38 - Bojnikovec: 219 - Bukovje Križevačko: 316 - Carevdar: 438 - Cubinec: 546 - Čabraji: 153 - Dijankovec: 188 - Doljanec: 53 - Donja Brckovčina: 165 - Donja Glogovnica: 129 - Donji Dubovec: 34 - Đurđic: 267 - Erdovec: 207 - Gornja Brckovčina: 160 | - Gornja Glogovnica: 115 - Gornji Dubovec: 8 - Gračina: 209 - Ivanec Križevački: 308 - Jarčani: 97 - Karane: 229 - Kloštar Vojakovački: 366 - Kostadinovac: 14 - Križevci: 11 231 - Kučari: 31 - Kunđevec: 11 - Lemeš: 111 - Lemeš Križevački: 183 - Majurec: 423 - Male Sesvete: 46 | - Mali Carevdar: 19 - Mali Potočec: 169 - Mali Raven: 15 - Marinovec: 103 - Mičijevac: 69 - Novaki Ravenski: 178 - Novi Bošnjani: 81 - Novi Đurđic: 130 - Osijek Vojakovački: 205 - Pavlovec Ravenski: 101 - Pesek: 271 - Pobrđani Vojakovački : 35 - Podgajec: 211 - Poljana Križevačka: 396 - Povelić: 86 | - Prikraj Križevački: 194 - Ruševac: 182 - Srednji Dubovec: 93 - Stara Ves Ravenska: 31 - Stari Bošnjani: 105 - Sveta Helena: 309 - Sveti Martin: 91 - Špiranec: 151 - Većeslavec: 143 - Velike Sesvete: 87 - Veliki Potočec: 399 - Veliki Raven: 219 - Vojakovac: 234 - Vujići Vojakovački: 57 - Žibrinovec: 113 |

Nacionalni sastav:
- Hrvati: 20 409 (96,62 %)
- Srbi: 441 (2,09 %)
- Ostali: 322 (1,29 %)

| broj stanovnika | 12438 | 12769 | 13752 | 15798 | 17709 | 19108 | 18319 | 19230 | 19729 | 20575 | 21793 | 22534 | 22772 | 22676 | 22324 | 21122 | 18949 |
|                 | 1857. | 1869. | 1880. | 1890. | 1900. | 1910. | 1921. | 1931. | 1948. | 1953. | 1961. | 1971. | 1981. | 1991. | 2001. | 2011. | 2021. |

| broj stanovnika | 2144  | 2615  | 2933  | 3358  | 3581  | 4897  | 4698  | 4264  | 4933  | 5591  | 6642  | 8356  | 9900  | 11236 | 11541 | 11231 | 10522 |
|                 | 1857. | 1869. | 1880. | 1890. | 1900. | 1910. | 1921. | 1931. | 1948. | 1953. | 1961. | 1971. | 1981. | 1991. | 2001. | 2011. | 2021. |

## Uprava
Križevci su jedan od tri grada u Koprivničko-križevačkoj županiji. Tijela Grada Križevaca jesu: Gradsko vijeće i gradonačelnik. Gradsko vijeće ima 21 vijećnika izabranog u skladu sa zakonom. Gradsko vijeće donosi Statut Grada, Poslovnik o radu, proračun i odluku o izvršenju proračuna, godišnje izvješće o izvršenju proračuna, donosi strateške programe razvoja Grada, odlučuje o davanju koncesija, itd. Grad ima Upravne odjele za gospodarstvo i financije, za društvene djelatnosti i za stambeno-komunalne poslove. Također postoji 30 mjesnih odbora i 3 gradske četvrti.

## Povijest
Prvi tragovi života u križevačkoj regiji nalaze se u Brezovljanima iz doba kasnog neolitika oko 2.800 godina pr. Kr. Nalazište spada u tip sopotske kulture. Prva naselja sopotske kulture bliže Križevcima nalaze se na području Karana. Lasinjsko naselje nalazi se u Bukovju. Također se na istočnim obroncima Kalnika, u križevačkom kraju, nalaze tragovi vučedolske kulture. Nalazi iz ranobrončanog doba se nalaze u Pavlovcu.
Iz antičkog razdoblja postoje pronalasci novca, najčešće rimskih careva te dio rimske nadgrobne stele. Iz kasnijeg vremena pronađeni su ostatci avarskoga groba.
Godine 1193. u ispravi Bele III. navodi se comes curialis de Cris, odnosno križevački župan. Prema tome, tada je već postojala utvrda iz koje je upravljao kraljev činovnik. Godine 1209. naselje se spominje kao Crisiensis locus. U nizu privilegija što ih je dojelio bela IV., povlastice slobodnog kraljevskog grada je dobio i dio Križevaca, kasnije nazvan Gornji grad.
Ubrzo je Donji grad pretekao Gornji grad po razvitku te je tu 1397. godine održan i Krvavi sabor kojim je Žigmund Luksemburški eliminirao protivnika Stjepana Lackovića. Poticaj daljnjem razvoju Donjega grad dala je Žigmundova povlastica iz 1405. godine gdje se unutar zidina počeo razvijati kao cehovski grad. Iako pravno odvojena, oba su grada činila cjelinu iako su oba dijela imali svoje posebnosti.
Propadanje grada počelo je u tridesetim godinama 16. stoljeća, a posebno nakon neuspjele Kocijanove vojne 1538. godine. Sljedeće je godine Gornji grad spaljen. Nakon Mohačke bitke 1526. ponavljaju se turski napadi te su Turci došli gotovo na 20 kilometara od Križevaca. Godine 1554. gradom je harala kuga, a 1597. u požaru je stradala trećina grada. Grad se pretvara u utvrdu i u drugoj polovici 16. stoljeća grade se gradske zidine.
Godine 1759. križevačka se županija odvojila od zagrebačke. Dana 16. ožujka 1752. godine ujedinjeni su Gornji grad i Donji grad Križevci. Godine 1777. osnovana je Grkokatolička biskupija u Križevcima.
U drugoj polovici 18. stoljeća vojska je napustila Križevce i oni ponovno postaju središtem osamostaljene Križevačke županije (1759.), a u gradu Križevcima jačaju društvene djelatnosti poput glazbene škole (1813.), čitaonice (1839.), kazališta itd. Srpnja 1848. godine u Križevcima se je za banova boravka sastavila jedinstvena ženska vojna postrojba, Križevačka djevojačka straža. Magda Logomer Herucina je posljednja suđena vještica u Hrvatskoj, što se dogodilo u 18. stoljeću. Bila je nadahnuće za knjigu "Grička vještica" Marije Jurić Zagorke.
Sredinom 19. stoljeća Križevci su započeli gospodarsku modernizaciju koja se vidi osnivanjem podružnice Hrvatsko-slavonskog gospodarskog društva (1847.). Za vrijeme ilirskoga pokreta i hrvatskoga narodnoga preporoda istakli su se stanovnici Križevaca i okolice: političar Ljudevit Vukotinović, pedagog Ljudevit Modec, književnici Antun Nemčić i Franjo Marković, operni pjevači Albert Štriga i Sidonija Erdődy Rubido.
Križevci 1886. godine prestaju biti središtem županije kada je Križevačka županija spojena s Bjelovarskom županijom. Godine 1860. otvoreno je Gospodarsko i šumarsko učilište u Križevcima, prva poljoprivredna škola u južnom dijelu Europe.
Za vrijeme prve Jugoslavije vodeća politička stranka u Križevcima bio je HSS. Nakon što je 1929. uvedena diktatura, politički je život zamro te je u Križevcima donesena Križevačka rezolucija koja je tražila demokratizaciju života u zemlji. Osnivanjem NDH za gradonačelnik imenovan je Đuro Bićanić. Partizanske snage ulaze u grad 7. svibnja 1945. godine.
Za vrijeme Domovinskog rata posebno se ističe zauzimanjem Vojarne i skladišta oružja Široko Brezje. Križevčani su djelovali u 15. mješovitomu protuoklopnom artiljerijskom divizionu, 117. brigadi, 15. mješovitom protuoklopnomu topničkom raketnom divizionu. U Taktičkoj grupi sudjelovalo je oko 2.000 ljudi iz Križevaca i okolice. Za vrijeme rata poginulo je 37 Križevčana.

## Gospodarstvo
Grad Križevci je drugi po veličini grad u Koprivničko – križevačkoj županiji s bogatom obrtničkom tradicijom i razvijenim poduzetništvom. Gospodarstvo je razvijeno u gradskom središtu u Križevcima gdje posluje većina od 353 poslovna subjekata u 13 grana djelatnosti s oko 4.400 zaposlenih te više od 380 obrta. Broj obiteljskih poljoprivrednih gospodarstava je 1.649 na području lokalne samouprave. Udio nezaposlenih u ukupnom stanovništvu iznosi 2,9% po čemu je na 9. mjestu u Hrvatskoj.
Gospodarski subjekti iz područja Grada Križevaca po uspješnosti poslovanja 2009. godine na nacionalnoj razini svrstani su kako slijedi: po broju poduzetnika na 35. mjestu, broju zaposlenih na 24. mjestu, ukupnom prihodu trgovačkih društava na 23. mjestu, neto dobiti na 37. mjestu na državnoj razini od svih 556 jedinica lokalne samouprave.
Križevci su važno željezničko čvorište, prometna poveznica između Podravine i Posavine, ali i prometna poveznica srednje Europe s Jadranom. Kroz grad prolazi međunarodna željeznička pruga M201 Đikeniš (Mađarska)– državna granica – Botovo – Koprivnica – Križevci – Dugo Selo. Pruga je svečano puštena u promet 4. siječnja 1870. godine. Bila je najvišeg statusa (I. reda) i jedina takva pruga u Hrvatskoj. Sagrađena je za samo godinu dana. Gradom prolazi i lokalna pruga L204 Križevci – Bjelovar – Kloštar Podravski. Puštena je u promet 12. rujna 1894. godine.
Križevci su od davnina poznati po vinu i vinskim tradicijama. O tome svjedoče i daleko poznati Križevački štatuti iz 16. stoljeća, vinsko - pajdaške regule prema kojima se odvijaju vinske veselice. "Nema veseloga horvackoga pajdaštva brez kupice vina" glavni je moto Križevačkih štatuta. Nedaleko od Križevaca, smješteno je mnogo vinograda. Vinogradarski položaji okupani suncem posebno su pogodni za uzgoj hrvatskih tradicionalnih kontinentalnih sorti, među kojima se ističe križevačka graševina poznata još iz doba Marije Terezije.
Šumarstvo ima dugu tradiciju u Križevcima i okolici s vrlo kvalitetnim šumama (Buk, Jazmak, Kosturač, Lipovčica, Globočec i dr.) bukve, hrasta lužnjaka i kitnjaka. Djelomično su zaštićene šume na Kalniku i u park šumi Župetnica. Šumarija Križevci je najveća po drvnoj masi u Upravi šuma Koprivnica, koja obuhvaća tri županije. Godišnje se posječe oko 80 000 m3 drvne mase. Šumarija je prva od svih šumarija u Hrvatskoj po količini izrađenoga ogrjevnog drva putem samoizrade pučanstva. Mnogo toga drveta završi u Zagrebu. Okolica Križevaca (Apatovec, Zaistovec i dr.) vodeća je po tradicionalnoj proizvodnji drvenog ugljena u ugljenicama (vuglenice) zidanim pećima u kojima se drveni ugljen dobiva suhom destilacijom. 
Razvojni centar i tehnološki park Križevci otvoren je 28. listopada 2016. godine, na području nekadašnje vojarne. Prostire se na ukupno 8,490 metara kvadratnih te se sastoji od četiri zgrade s poslovnim i proizvodnim prostorima za poduzetnike te upravne zgrade s pratećim proizvodima odnosno kongresnom dvoranom, znanstveno-istraživačkim laboratorijem i recepcijom. Namijenjen je malim i srednjim poduzetnicima.
Obrtnički i gospodarski sajam Koprivničko-križevačke županije održava se u Križevcima svake godine u listopadu na uređenom izlagačkom prostoru od 1.700 m2 zatvorenog prostora i 2.500 m2 otvorenog prostora. Program sajma obilježen je organizacijom okruglih stolova, prezentacijama i stručnim skupovima, te turističkim i gastro-izložbama.

### Velike tvrtke
- "KTC" (Križevački trgovački centar) prvenstveno se bavi trgovinom i ima 28 supermarketa, 3 hipermarketa, te niz specijaliziranih prodavaonica u 25 hrvatskih gradova. Uz prodajne prostore na većini lokacija nalaze se poljoljekarne (ukupno posluju 22 poljoljekarne i jedan vrtni centar). Uz supermarkete i poljoljekarne, kao dodatna ponuda potrošačima, posluje 12 benzinskih postaja, te niz ugostiteljskih prostora, tipa caffe bara ili velikog restorana te niz turističkih objekata u matičnoj županiji i u priobalju.[38]
- "Radnik" je građevinska tvrtka s bogatom tradicijom od 1947. godine. Tvrtka je na poslovima u građevinarstvu izvodila radove na preko tisuću objekata visoko i niskogradnje u Hrvatskoj, Bosni i Hercegovini, Srbiji, Bugarskoj, Njemačkoj i Luksemburgu. Ubraja se u najznačajnije hrvatske građevinske tvrtke u Njemačkoj.[39] Posjeduje niz pogona kao što su: ciglane, betonara, kamenolom, pogon oplate i dr. Bavi se proizvodnjom kamenih materijala i betona, izradom oplatnih sustava, ugostiteljstvom, te je opskrbljivač prirodnim plinom.
- "Hrvatska poljoprivredna agencija" (HPA) ima sjedište u Križevcima. To je ustanova Vlade Republike Hrvatske osnovana 1994. godine u svrhu provedbe djelatnosti na unaprjeđenju stočarskog sektora u Republici Hrvatskoj. HPA utječe na razvoj i unaprjeđenje stočarske i poljoprivredne proizvodnje, te provodi mjere agrarne politike koje donosi Ministarstvo poljoprivrede. U sklopu HPA u Križevcima djeluje i Središnji laboratorij za kontrolu kvalitete mlijeka, koji je započeo s radom 2002. godine s ciljem osiguranja jedinstvenog, neovisnog utvrđivanja kvalitete mlijeka za sve isporučitelje i mljekare u RH kao i radi prilagodbe zahtjevima EU i postizanja visoke kvalitete mlijeka.[40]
- "Poljocentar" se bavi veleprodajom i maloprodajom kompletnog repromaterijala za poljoprivredu i građevinskog materijala. Posluje u 23 maloprodajna centra širom sjeverozapadne Hrvatske. Pruža uslugu poljoprivrednim proizvođačima, prateći aktualnu problematiku u agraru te novosti koje nudi agronomska struka na tržištu.[41]
- "Centar za reprodukciju u stočarstvu Hrvatske" (CRSH) je veterinarska ustanova od 1948. godine. Bavi se proizvodnjom sjemena, embrija, oplodnjom in vitro u stočarstvu za umjetno osjemenjivanje.[42]
- "Lora" je pogon za proizvodnju kvalitetne obuće. Posluje od 1998. godine na području Križevaca i Koprivničko-križevačke županije. Prvenstveno izvozi na njemačko tržište.[43]

### Nekadašnje velike tvrtke
- "Čelik" je bivša tvornica za proizvodnju i preradu metala, koja je imala više od 600 zaposlenih i među prvim je tvrtkama u Hrvatskoj koje su otišle u stečaj 1994. godine. Stečajni postupak trajao je godinama.[44]
- "Križevčanka" je bila tvornica za proizvodnju mesnih prerađevina i proizvoda u konzervama. Početak kraja mesne industrije “Križevčanka” započeo je 1998. godine. Krajem devedesetih “Križevčanka” je zapošljavala gotovo 300 djelatnika, kasnije se održavala sa stotinjak radnika i nestala je nakon dugačke tradicije od 1920. godine.[44]
- "Mlinar" je tvrtka iz pekarske industrije, koja je nastala u Križevcima 1903. godine.[45] "Agrokor" ga je kupio 2008. godine i prodao sljedeće godine "Pekari Kruna", slavonskoga poduzetnika Mate Škoje.[46] Sjedište tvrtke je preseljeno u Zagreb, a od 2013. godine u Križevcima više ne djeluje ništa, kada je ugašen i lokalni pogon tvrtke. Na mjestu zgrada, pogona i skladišta "Mlinara" u središtu Križevaca izgrađen je supermarket "Konzuma".[47]

## Poznate osobe
- Dubravko Detoni, glazbenik, skladatelj i pisac
- Marijan Detoni, slikar i grafičar
- Zoran Drvenkar, pisac
- Drago Grdenić, kemičar
- Dora Kalaus, rukometašica
- Marcel Kiepach, izumitelj
- Marko Križevčanin, svetac
- Franjo Marković, filozof i književnik
- Antonio Radić, šahist i youtuber
- Vanessa Radman, glumica
- Zvonimir Sabolović, atletičar
- Ivan Vitez od Sredne, ostrogonski nadbiskup, diplomat i humanist
- Ivan Zakmardi, pravnik, humanist i pjesnik
- Branko Vidović, plivač

## Spomenici, sakralni objekti i znamenitosti
Posebnost grada Križevaca i bitno svojstvo koje naglašava urbani karakter raštrkanog naselja staroga gotovo tisuću godina, su lijepo oblikovane i arhitektonski definirane ulice i trgovi. Najljepša urbanistička cjelina dva su prostrana trga koji se dodiruju i prostorno povezuju, Trg Antuna Nemčića i Trg Josipa Jurja Strossmayera. Sam grad je, zaštićeno kulturno područje i pripada među najpotpunije spomenike kao cjelina.
U srednjem vijeku u Križevcima postojao je augustinski samostan i crkva Sv. Križa uz koju se 1643. godine podiže zvonik, a unutrašnjost je barokizirana u 18. stoljeću. U njoj je nekoliko baroknih slika i mramorni oltar (Francesco Robba, 1756. godine) Nekada je taj oltar bio u zagrebačkoj katedrali, ali je nakon njene obnove odudarao od ostatka inventara pa je zalaganjem Križevčana na kolima volovima žurno prebačen u Križevce. Oltar je remek-djelo kiparstva kasnog baroka i izuzetno vrijedan spomenik crkvene umjetnosti. Danas je crkva Sv. Križa konkatedrala (najvažnija crkva u biskupiji nakon katedrale) Bjelovarsko-križevačke biskupije.
U 17. st. grade se franjevački samostan i pavlinski samostan i crkva sv. Ane (1689.), dugo godina okosnice obrazovanja i umjetnosti grada. Pavlinski samostan je posljednji osnovani samostan toga reda u Hrvatskoj i jedini njihov samostan, koji se nalazi u središtu grada, a ne izvan grada, kao kod ostalih pavlinskih samostana. 
Krajem 18. stoljeća dolazi do pojačane građevinske djelatnosti, izgrađene su prve veće zgrade svjetovnog karaktera, a pristupa se uređenju javnih površina. Izlazak grada izvan srednjovjekovnih okvira najbolje potvrđuje izgradnja kapele Majke Božje Koruške (1712. – 1725.) zapadno od utvrde. Pripada među najranije barokne građevine s trolisnim svetištem u Hrvatskoj i prava je riznica vrhunskih umjetničkih dostignuća. Iza visokog glavnog oltara nalaze se prozori vidljivi izvana, ali ne i iznutra. Takvo rješenje u skladu je s baroknom teatralnošću – za vrijeme jutarnje mise sunčeve zrake prolaze kroz skrivene prozore i osvjetljavaju skulpturu Boga Oca, stvarajući tako dojam božanske svjetlosti. Trolisno svetište s visokom, svijetlom kupolom idealna je scenografija za slavljenje čudotvornog Marijinog kipa, a sadržaj freski u snažnoj je ikonografskoj interakciji prema kipu.
Godine 1786. preseljeno je sjedište župe iz crkve Sv. Križa koja je bila izvan zidina u napuštenu pavlinsku crkvu unutar utvrde. Osamostaljivanje Križevačke županije je zahtijevalo županijsku zgradu za potrebu koje je 1768. kupljena palača obitelji Gladki, nadograđivana 1779. i 1780. Uz nju se ističu palače obitelji Karas (1796.) i rodna kuća Franje Markovića (1798.)
Nekadašnji franjevački samostan, preuređen je u biskupsku palaču (F. Arnold, 1843. – 1845.) Bivša franjevačka crkva, koja je postala grkokatoličkom katedralom, restaurirana je 1894. – 1897. u neogotičkom stilu prema projektima (Hermana Bolléa) i jedan je od najvažnijih Gesamtkunstwerka historicizma u Hrvatskoj. Ikone na ikonostasu i slike na zidovima djelo su Celestina Medovića, Bele Čikoša Sesije, Ivana Tišova i Ferde Kovačevića, a oltar u svetištu rad je S. Pardona.
Popis spomenika, sakralnih objekata i znamenitosti u Križevcima i neposrednoj okolici:
- Križevačka grkokatolička katedrala i biskupski dvor
- Križevačka konkatedrala Sv. Križa
- Pavlinski samostan i crkva sv. Ane
- Crkva Majke Božje Koruške u Križevcima
- Kapela sv. Marka Križevčanina
- Kapela sv. Florijana
- Križevačka sinagoga, danas središte Turističke zajednice grada
- Barokni pil sv. Florijana iz 18. st.
- Spomenik Antunu Nemčiću
- Kapela sv. Ulrika (Vurija) u šumi u prigradskom naselju Greberanec
- Crkva sv. Margarete u Dubovcu, gotička crkva iz 14.  st., jedna od najranijih crkava s pročelnim zvonikom
- Crkva Uznesenja Marijina u Glogovnici, ima romaničke skulpture iz 13. st.
- Sačuvane tradicionalne vinske kleti na vinskim cestama

Prirodne znamenitosti:
- Zoološki vrt Zlatka Budina
- Park-šuma Župetnica
- Jezero i seoski turizam u Čabrajima
- Jezero u Ravenskoj Kapeli
- Ratarska šuma u blizini Visokoga gospodarskoga učilišta
- Šuma Lipovčica

## Obrazovanje
Obrazovanje u Križevcima ima dugu povijest i tradiciju te važnost na nacionalnoj razini. Dana 19. studenoga 1860. započelo je s radom Kraljevsko gospodarsko i šumarsko učilište, najstarije poljoprivredno i šumarsko učilište u Hrvatskoj i jugoistočnoj Europi te ujedno prva višeškolska ustanova u Hrvatskoj. U ovom su Učilištu osnovane prve stručne postaje i znanstveni zavodi iz područja poljoprivrede, napisani su i objavljeni prvi udžbenici na hrvatskom jeziku, pokrenut je prvi znanstveni časopis iz područja poljoprivrede pa se ono s pravom smatra kolijevkom poljoprivrednog obrazovanja, struke i znanosti u Hrvatskoj. Fakultet šumarstva i drvne tehnologije u Zagrebu nastao je preseljenjem u Zagreb šumarskoga odjela Gospodarsko-šumarskog učilišta u Križevcima. Danas se "Visoko gospodarsko učilište u Križevcima" nalazi se među 11 visokih učilišta u Republici Hrvatskoj, od njih 120, koja zadovoljavaju europske standarde i smjernice za sustav osiguravanja kvalitete. Certifikate je dodijelila Agencija za znanost i visoko obrazovanje, kao potvrdu da su zadovoljili kriterije i postigli za studente učinkovit, razvijen i funkcionalan sustav obrazovanja.
U Križevcima je 1844. godine rođen Ljudevit Modec, veliki učitelj i pedagog koji se svojim radom i naprednim idejama isticao medu hrvatskim učiteljima druge polovice 19. stoljeća. Bio je jedan od osnivača Učiteljske zadruge (1865. godine) i Hrvatskog pedagoško-književnog zbora (1871. godine). Od 1873. do 1895., 22 godine bio je urednik prvoga hrvatskoga pedagoškoga časopisa "Napredak", koji izlazi i danas te je napisao više udžbenika i mnogo članaka pedagoškog, metodičkog i literarnog sadržaja.
- Osnovna škola Ljudevita Modeca Križevci
- Osnovna škola Vladimira Nazora Križevci
- Srednja gospodarska škola Križevci
- Gimnazija Ivana Zakmardija Dijankovečkoga Križevci
- Srednja škola Ivan Seljanec Križevci
- Visoko gospodarsko učilište Križevci
- Pučko otvoreno učilište Križevci
- Glazbena škola Alberta Štrige Križevci

## Kultura
Križevci su grad bogate kulturne baštine, u kojem su rođeni i djelovali brojni umjetnici kao što su: slikari Marijan Detoni, Marijan Kolesar, Jelka Struppi i u novije vrijeme Zoran Homen, književnici Franjo Marković, Antun Nemčić, Zvonimir Balog, Milan Grlović, Karlo Häusler, Zvonimir Pužar i Ivan Lepušić, glumci Nina Vavra, Drago Bahun, Nikola Novosel i Vanessa Radman, operni pjevači Sidonija Erdödy Rubido i Albert Štriga, skladatelji klasične glazbe Dubravko Detoni i Alfred Švarc, dirigent Vladimir Kranjčević i dr.  
Posebnost Križevaca su Križevački štatuti, najstarije i najpoznatije hrvatske vinsko-pajdaške regule. To su najstarija hrvatska pisana pravila lijepog ponašanja za stolom, koja se spominju još od 18. stoljeća. Križevački štatuti zagovaraju ponajprije veselje i radost u dobrom društvu gdje se šire prijateljstva i dobri međuljudski odnosi, ali izričito upozoravaju da se konzumiranje vina i žestokih pića čini s razumom, jer sve što se radi preko mjere nije dobro ni za pojedinca, a ni društvo. Nastala su kao odgovor na veselice, koje su završavale s negativnim posljedicama. Za Križevačke štatute vezan je bilikum (od njem. willkommen: dobro došao), posuda iz koje se vino pije, obično tri spojena vrča. Danas je simbol Križevaca i suvenir.
Križevačko veliko spravišče je kulturno-povijesno-turistička manifestacija i tradicionalna pučka svečanost koja se održava u Križevcima od 1968. godine prvog vikenda u mjesecu lipnju. Manifestacija se temelji na Križevačkim štatutima i legendi iz 14. stoljeća o pomirbi kalničkih šljivara i križevačkih purgera. Promovira se tradicija, stari obrti i zanati, promiče razvoj turizma, očuvanja starih običaja, folklora, glazbe, domaćih jela i vina i sl. 

## Kulturne manifestacije i institucije
- Klub kulture
- Gradski muzej Križevci
- Susret hrvatskoga duhovnoga književnoga stvaralaštva Stjepan Kranjčić
- Križevački likovni krug
- Zlatne note, festival zabavne glazbe, održava se od 2012.[57]
- Časopis Civitas Crisiensis Zavoda za znanstvenoistraživački i umjetnički rad HAZU[58]
- Udruge kao što su K.V.A.R.K. (Kreativni veznik alternativnog razvoja kulture, osnovana 2000. godine) i P.O.I.N.T. (Udruga “Promicanje obrazovanja, informiranja, novinarstva i tehnologija”, osnovana 2004. godine) promiču kulturna događanja u Gradu poput festivala Culture Shock i KuFer[59]

## Vjerski život
U Križevcima se 1589. godine rodio sveti Marko Križevčanin. Punim imenom zvao se Marko Stjepan Krizin. Djelovao je kratko u matičnoj biskupiji oko 1615. godine nakon završetka studija, a umro je mučeničkom smrću u Košicama u Slovačkoj 1619. godine. Spomendan sv. Marka Križevčanina je 7. rujna, koji se svečano obilježava u Križevcima. Posvećena mu je kapela sv. Marka Križevčanina, po njemu se zove rimokatolička župa, a u planu je i izrada Svetišta posvećenoga njemu. Zaštitnik je Bjelovarsko-križevačke biskupije, kojoj pripadaju Križevci. Križevačka konkatedrala Sv. Križa je druga najvažnija crkva Bjelovarsko-križevačke biskupije nakon bjelovarske katedrale. Jedna je od najstarijih crkava kontinentalne Hrvatske i najstarija crkva u Križevcima. U Križevcima se nalazi niz drugih crkvi i kapelica.
Svetim životom istakao se križevački župnik Stjepan Kranjčić od 1952. do 1968. godine. Bio je poznat po nevjerojatnoj pastoralnoj revnosti, karitativnosti, darežljivosti, gostoljubivosti, duhovnosti, skromnosti, poniznosti i asketskom načinu života. Njemu u čast zove se hrvatska književna manifestacija Susret hrvatskoga duhovnoga književnoga stvaralaštva Stjepan Kranjčić, koja se održava u Križevcima.
Dani hrvatskih svetaca i blaženika obilježavaju se u Križevcima u spomen na svetog Marka Križevčanina i druge hrvatske svece i blaženike. Programom i misnim slavljem tematiziraju se život i rad hrvatskih duhovnih velikana. Kulturni dio programa sastoji se od likovnih izložbi, projekcija dokumentarnih filmova, okruglih stolova, radionica za djecu na temu hrvatskih svetaca i blaženika te predstavljanja knjiga.
U Sredni kraj Križevaca rodio se početkom 15. stoljeća Ivan Vitez od Sredne, jedan od najpoznatijih hrvatskih humanista, ostrogonski nadbiskup i ugarski primas, diplomat, latinist, matematičar, astrolog i astronom.
U Križevcima je u gimnaziju išao Stanislav Hočevar, beogradski nadbiskup od 2001. godine.
U Ruševcu kraj Križevaca rodio se Mijo Škvorc, pomoćni biskup zagrebački od 1970. do 1989. godine, teolog, filozof, pjesnik. Bio je na glasu kao vrsni propovjednik. Dobio je počasni doktorat zagrebačkoga sveučilišta 1970. godine.
U Donjari kraj Križevaca rodila se Geralda (Ana) Jakob 1906. godine. Jedna je od sedam sestara milosrdnica, koje su ubijene 1945. godine od partizana. Otvoren je postupak beatifikacije i proglašenja mučeništva 2018. godine.
Križevci su sjedište Grkokatoličke Crkve u Hrvatskoj te Bosni i Hercegovini i Sloveniji. Ova biskupija (episkopija) pripada Zagrebačkoj metropoliji, pa je križevački biskup (vladika) sufragan zagrebačkog nadbiskupa i metropolita. Križevačka grkokatolička katedrala je katedralna crkva svih grkokatolika Hrvatske i svoj je današnji neogotički izgled dobila temeljitom historicističkom restauracijom izvedenom 1894. – 1897. prema projektima Hermana Bolléa. Tada je u nju postavljen reprezentativni ikonostas s ikonama djelima uglednih hrvatskih slikara s kraja 19. stoljeća: Celestina Medovića, Ivana Tišova, Bele Čikoša Sessije i Ferde Kovačevića. Grkokatolički biskup Julije Drohobeczky rođen u Ukrajini, bio je veliki umjetnički mecena, zaslužan za raskošnu obnovu križevačke katedrale, koja je trajala od 1895. do 1897. godine. Mnogo je radio i na unaprjeđenju stočarstva i poljodjelstva u okolici Križevaca i na biskupijskom imanju, zbog čega je upao u dug, što su političari i crkveni neistomišljenici jedva dočekali da ga maknu s mjesta biskupa. Zaslužan je za dolazak redovnica bazilijanki u Hrvatsku; prve redovnice bile su Hrvatice koje su išle u Ukrajinu u novicijat, a poslije se vratile u Križevce gdje su nastavile djelovati. Danas se po njemu zove ulica u središtu Križevaca.
U Križevcima i posebno u okolici grada (Vojakovac, Lepavina) postoji pravoslavna kršćanska zajednica. Veće doseljavanje pravoslavnog stanovništva počinje u 16. st, s provalama Turaka. Srbi su se doseljavali kao vojnici graničari. Postoji pravoslavna crkva sv. Save u Križevcima iz 1904. godine te crkva u Vojakovcu.
Križevačka sinagoga je bivša sinagoga židovske zajednice u Križevcima, a koja danas služi kao turistički ured. Salamon Lipmann bio je prvi Židov koji se doselio u Križevce oko 1780. godine, a 1844.  godine Adam Breyer osnovao je "Židovsku općinu Križevci". U svojoj kući organizirao je prvi molitveni prostor za članove židovske zajednice u Križevcima i okolici. Godine 1941., tijekom Drugoga svjetskog rata, sinagoga je opljačkana i devastirana. Dvije tore koje je spasila Židovka Adele Weisz i njezini prijatelji koji nisu bili Židovi danas su izložene u Beogradskom muzeju.

## Šport
Iz Križevaca su 4 olimpijska natjecatelja: atletičari Branko Zorko, Nino Habun, te košarkaši Marko Tomas i Mihael Antolić. Branko Zorko je nastupio na čak 5 Olimpijskih igara zaredom od Seoula 1988. do Atene 2004. Nino Habun je nastupio na Olimpijskim igrama u Sydneyu 2000. u hrvatskoj štafeti 4*400 metara. Marko Tomas (visok 2,01 m) započeo je košarkašku karijeru u KK "Radnik" Križevci, a kasnije je zaigrao za brojne hrvatske, španjolske i turske klubove.
- Taekwondo klub "Radnik" Križevci
- Karate klub "KTC" Križevci
- NK Križevci
- Atletski klub "Križevci"
- Ženski rukometni klub "Radnik" Križevci
- Rukometni klub "KTC" Križevci
- Akademski konjički klub Križevci
- Automoto klub Križevci
- Teniski klub "Radnik" Križevci
- KK Radnik Križevci
- Ženski odbojkaški klub "Križevci"
- Kuglački klub "Elektra"
- Boćarski klub "Bulin-Pan" Križevci

Gradska moto utrka Nagrada Križevaca održava se od 1979. Malonogometni turnir 'Križevci'  održava se od 1999. Međunarodni otvoreni kup Hrvatske u obaranju ruku koji je 2010. započeo u Zagrebu, sada se tradicionalno održava u Križevcima.

## Gradovi i općine pobratimi
1. Pag
2. Novska
3. Čitluk
4. Reana del Rojale
5. Slovenske Konjice [nedostaje izvor]
6. Kočani